# Římsová šablona
Římsová šablona je čtvercová nebo obdélníková tabulka plechu o tloušťce cca 1 mm, do jejíž jedné strany je vystřižen a pak vypilován přesný profil budoucí římsy - a to zrcadlově obráceně. To znamená, že šablonu je možno přiložit na hotovou římsu. Na novostavbě dodával návrh profilu římsy architekt a do plánů dodával výkres 1:1, dle něhož se šablona zhotovila.
Při opravě památkového objektu si zedník-štukatér odměří ze zbytku původní římsy přesný profil a dle originálu zhotoví novou šablonu, a s ní římsu novou. Takto se zhotovovaly římsy vnitřní i venkovní, nejvíce v době barokní, až po secesi.

## Vozík
Římsová šablona se přišroubuje na desku, která je která je na jedné straně zhruba vyřezána do profilu, plech vyčnívá asi 10 mm nad ni. Je to proto, aby byl plech tuhý a neohýbal se. Tato deska se kolmo přišroubuje na dvě příčná dřevěná vodítka, připomínající tvarem vingl, a zhotoví se vozík,lidově léra.

## Vedení
Nad římsu a pod římsu se upevní fasádními skobami vodorovně latě v celé délce římsy + přesah. Vozík se vodítkama přiloží na latě a je možno s ním smykem posunovat v celé délce římsy. Římsová šablona směřuje kolmo na zeď. Mezi hrubou cihlovou římsou a budoucím profilem je asi 2 až 3 cm.

## Tažení římsového profilu
Na cihlovou římsu se naomítá hrubá omítka a hned za syrova se vozíkem do ní najede. Římsová šablona díky ostrým hranám přebytečnou maltu odřezává a začíná se objevovat profil římsy. Hrany šablony se brzy otupí a zaoblí, musí se pak zhotovit šablona nová. Chybí- li malta, dohází se další, znovu se projíždí, až je celý profil hotový. Hrubá malta se nechá vyzrát a pak se dodělá maltou jemnou, lidově fajnovou. Vozík se upraví tak, aby se asi 1,5 mm od římsy oddálil, pak se nahází řídká jemná a projíždí se profil už nahotovo. Toto profilování je už rychlejší.

## Historie
Popsaný způsob náleží mezi zednickou klasiku, a nebýt památek, které se musí stále opravovat dle originálu,skončil by už v muzeu zednictví. Dnes se na novostavby dává hotová profilovaná římsa z polystyrénu. Firmy vyříznou v dílně profil rozžhaveným drátem, na tento polotovar se pak natáhne speciální jemná omítka. Zedníci-štukatéři namítají, že jim takový dům připadá, jakoby ho vyrobili v kulisárně Národního divadla - všechno je jenom "jako".